# Onimusha Soul
Onimusha Soul (鬼武者Soul) est un jeu vidéo de rôle développé et édité par Capcom, sorti en 2012 sur navigateur web.
Le jeu a reçu le prix du Rookie de l'année aux WebMoney Awards 2012. Il a également gagné le Taiwanese Bahamut Game Award 2013 du meilleur jeu sur navigateur.